# Sourdeval
Sourdeval – miejscowość i gmina we Francji, w regionie Normandia, w departamencie Manche. W 2013 roku populacja gminy wynosiła 2713 mieszkańców. 
1 stycznia 2016 roku połączono dwie wcześniejsze gminy: Sourdeval oraz Vengeons. Siedzibą gminy została miejscowość Sourdeval. Początkowo nowa gmina miała nosić nazwę Sourdeval-Vengeons, jednak później zdecydowano się, aby nazywała się Sourdeval. 